# (5406) Jonjoseph
(5406) Jonjoseph est un astéroïde de la ceinture principale.

## Description
(5406) Jonjoseph est un astéroïde de la ceinture principale. Il fut découvert le 9 août 1991 à l'observatoire Palomar par Henry E. Holt. Il présente une orbite caractérisée par un demi-grand axe de 2,67 UA, une excentricité de 0,12 et une inclinaison de 6,1° par rapport à l'écliptique.

## Compléments